# Greit (Maierhöfen)
Greit (westallgäuerisch: im Grit) ist ein Gemeindeteil der Gemeinde Maierhöfen im bayerisch-schwäbischen Landkreis Lindau (Bodensee).

## Geographie
Die Einöde liegt circa 1,5 Kilometer westlich des Hauptorts Maierhöfen und zählt zur Region Westallgäu. Umgeben vom Gemeindeteil Obersteig.

## Ortsname
Der Ortsname stammt vom mittelhochdeutschen Wort geriute für Land, das durch roden urbar gemacht wurde. Somit ist der Ortsname ein Rodungsname.

## Geschichte
Greit wurde erstmals urkundlich im Jahr 1818 mit einem Haus erwähnt. Der Ort gehörte einst zum Gericht Grünenbach in der Herrschaft Bregenz.